# シャドーファイター
『シャドーファイター 』 (Shadow Fighter, 섀도우파이터) は、2005年に韓国MBCで放送された韓国の3DCGによるテレビアニメ作品である。イエローフィルムが制作したファンタジーアドベンチャー作品。全26話。

## キャラクター
- ケイ (케이(K)) -（声：ソン・ジョンア〔손정아〕）
- アクア (아쿠아) -（声：オ・ジョンシン〔우정신〕）
- ルーク (루크) -（声：キム・アヨン〔김아영 〕）
- コマンソン (꼬망송) -（声：キム・ソヨン〔김서영〕）
- ランビ (란비) -（声：パク・ソラ〔박소라〕）
- シャーク (샤크) -（声：キム・ヨンソン〔김영선〕）
- ドンク (돈크) -（声：チェ・ソクピル〔최석필〕）
- イーグル (이글) -（声：チェ・ハン〔최한〕）
- マタ (마타) -（声：イ・ソン〔이선〕）
- チアンカ (치앙카) -（声：キム・ヨンジュン〔김용준〕）